# Now Is the Time
Now Is the Time es el segundo álbum de estudio de la cantante canadiense Alanis Morissette lanzado solo en Canadá por MCA records en agosto de 1992. Morissette grabó el álbum junto a Leslie Howe , quien también produjo su álbum debut Alanis.

## Lista de canciones
Todas las letras son de Alanis, Leslie Howe y Serge Côté
1. "Real World" – 4:57
2. "An Emotion Away" – 4:14
3. "Rain" – 3:52
4. "The Time of Your Life" – 4:45
5. "No Apologies (song)|No Apologies" – 5:02
6. "Can't Deny" – 3:55
7. "When We Meet Again" – 4:10
8. "Give What You Got" – 4:56
9. "(Change Is) Never a Waste of Time" – 4:40
10. "Big Bad Love" – 4:14

## Sencillos
- "An Emotion Away"
- "No Apologies"
- "Real World"
- "(Change Is) Never a Waste of Time"